# António Jacinto da Silva de Brito Pais
António Jacinto da Silva de Brito Pais CvTE • ComTE • MPCG • ComC • ComA • MPBS • MPCE • 2 MCC • MV (Odemira, Colos, 15 de Julho de 1884 — Sintra, 22 de Fevereiro de 1934) foi um aviador militar português.

## Biografia

### Nascimento
António Jacinto da Silva de Brito Pais nasceu em 15 de Julho de 1884, na vila de Colos, concelho de Odemira. Era filho de José de Brito Pais Falcão (27 de Novembro de 1862 - Odemira, 1929), sobrinho-neto do 1.º Conde de Bracial, este pai do 2.º Conde de Bracial e 1.º Visconde de Santiago do Cacém, e de sua mulher Maria Engrácia da Silva Jorge (Odemira, Vale de Santiago - ?) e irmão de Maria Júlia de Brito Pais Falcão, Dama da Ordem de Benemerência a 4 de Abril de 1957.

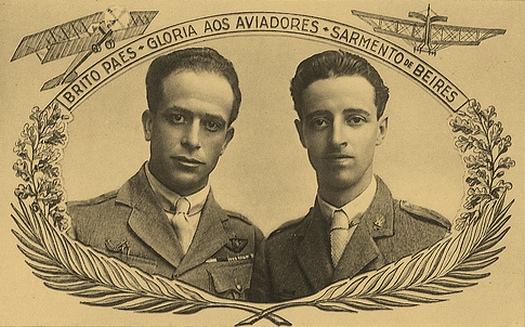
Bilhete Postal comemorativo do raid Lisboa - Macau, com Brito Pais e Sarmento de Beires.

### Carreira militar
Em 1907, alistou-se no Exército como Recruta, na arma de Infantaria, tendo sido parte da companhia dos alunos Escola do Exército. Em seguida serviu como Aspirante no Batalhão de Caçadores N.º 5, tendo sido promovido a Alferes em Novembro de 1910. Pouco tempo depois, foi enviado para os territórios da Companhia do Niassa, em Moçambique, mas regressou a Portugal logo em 1912, por motivos de doença. Foi promovido a Tenente em 1914, e em 1915 viajou até Angola, como parte do 3.º Batalhão Expedicionário. Voltou a Portugal em Agosto de 1915, onde faz parte dos Regimentos de Infantaria N.os 1 e 13 e dos Grupos de Metralhadoras N.os 1 e 2.
Em Junho de 1917 embarcou com destino a França, integrado no Corpo Expedicionário Português. Logo que chegou a França, ingressou na Escola de Aviação de Avord, de forma a receber a formação para Piloto Aviador. Em Setembro desse ano, foi promovido a Capitão, e em Novembro recebeu o seu brevet. Em 1 de Março de 1918, começou a exercer como Comandante Interino e Segundo Comandante dum Batalhão, durante os quais superintendeu os trabalhos de fortificação e de defesa antiaérea. Durante a Primeira Guerra Mundial, destacou-se pela sua conduta como Oficial, especialmente durante o comando duma Companhia do 15 de Infantaria, e por ter defendido com valentia uma posição durante um ataque inimigo tendo, por estes feitos, recebido o grau de Cavaleiro na Antiga e Muito Nobre Ordem Militar da Torre e Espada, do Valor, Lealdade e Mérito a 10 de Julho de 1920.
Regressou a Portugal após o final da Primeira Guerra Mundial, tendo sido destacado para o Grupo de Esquadrilhas de Aviação Republica, na Amadora. Pouco depois, assumiu o comando da Esquadrilha de Bombardeamento e Observação. Em 1919, combateu durante a Revolta de Monsanto, onde esteve do lado das forças republicanas, e, cerca de quatro anos depois, em 1923, tornou-se Comandante do Grupo de Esquadrilhas de Aviação Republica.
Em 1924, foi o comandante do avião Pátria, que fez o Raid Aéreo Lisboa-Macau, juntamente com o também Capitão José Manuel Sarmento de Beires e o Tenente Manuel António Gouveia. Esta foi uma das principais viagens na história da aviação portuguesa, que teve como principal objectivo demonstrar a capacidade dos transportes aéreos para fazer a ligação entre Portugal e as colónias. Por este feito, foi premiado com o grau de Comendador na Antiga e Muito Nobre Ordem Militar da Torre e Espada, do Valor, Lealdade e Mérito a 5 de Outubro de 1924. Já anteriormente tinha tentado preparar um raid aéreo à Ilha da Madeira, que não foi bem sucedido, embora Brito Pais tenha recebido um louvor pelo seu zelo na organização do raid.
Posteriormente, Brito Pais foi promovido a Major, continuando a prestar serviço na Amadora, acumulando estas funções com a posição de vogal na Comissão Técnica da sua Arma. A 21 de Novembro de 1925 foi feito Comendador da Ordem Militar de Nosso Senhor Jesus Cristo. Em 1926, atingiu o posto de Tenente-Coronel, e em seguida assumiu o comando do Grupo de Informação N.º 1 e do Grupo Independente de Aviação e de Bombardeamento. A 27 de Dezembro de 1927 foi feito Comendador da Ordem Militar de São Bento de Avis. Entre 1930 e 1933, fez parte do Júri das provas de aptidão nos exames para a posição de Major Aviador. Em 16 de Novembro de 1932, a Gazeta dos Caminhos de Ferro noticiou que Brito Pais iria ser destacado para chefe interino dos Serviços Meteorológicos do Exercito. Nesse ano tornou-se também adjunto do inspector da aeronáutica, e em seguida assumiu funções como instrutor na Escola Central de Oficiais.

### Falecimento
Faleceu na manhã do dia 22 de Fevereiro de 1934, num acidente aéreo que também vitimou os Capitães António Rodrigues Alves e Avelino de Andrade, junto ao campo de aviação da Granja do Marquês. Às 9:30 desse dia, descolaram dois aviões Morane do campo de aviação, um conduzido por Rodrigues Alves e Avelino de Andrade, e outro por Brito Pais, que estava a fazer a prova semestral que era obrigatória para os pilotos. Quando estavam a passar pela zona entre Algueirão, Sabugo e Coutinho Afonso, os dois aviões circulavam na mesma direcção, com um em cima do outro, sendo o mais baixo de Brito Pais. Este aumentou a velocidade ao mesmo tempo que o outro avião baixou, provocando a colisão entre os dois aparelhos, tendo a asa do avião de Brito Pais ficado presa nos montantes do outro avião. Ambos os aparelhos ficaram desgovernados, acabando por cair a cerca de 120 m de distância. Segundo uma testemunha ocular, Brito Pais ainda terá tentado controlar o seu avião, que tinha ficado sem uma asa por causa do acidente, de forma a aterrar num campo próximo, mas sem sucesso, tendo colidido no solo com um muro de pedra, provocando a sua morte imediata. Embora ambos os aviões tivessem paraquedas, não puderam ser utilizados devido à reduzida altitude a que se deu o acidente, a cerca de 200 m de altura. os corpos dos três aviadores foram conduzidos para a Escola de Aviação de Sintra, onde foram feitas as últimas homenagens às vítimas. Depois iniciou-se o cortejo fúnebre até Lisboa, composto por três ambulâncias, duas delas transportando os restos mortais, e quatro automóveis onde viajavam vários aviadores e oficiais. A comitiva também foi acompanhado durante algum tempo por quatro aviões. O cortejo chegou à Igreja de Santo António de Lisboa às 14:15, onde os corpos ficaram na sacristia. Às 15 horas, chegou a viúva de Brito Pais, que pediu que o seu marido fosse enterrado no Talhão dos Combatentes, no Cemitério do Alto de São João.

## Homenagens
Durante a sua carreira militar, Brito Pais foi alvo de vários louvores e condecorações, incluindo os acima mencionados graus de Cavaleiro e Comendador da Antiga e Muito Nobre Ordem Militar da Torre e Espada, do Valor, Lealdade e Mérito, Comendador da Ordem Militar de Nosso Senhor Jesus Cristo e Comendador da Ordem Militar de São Bento de Avis, e as Medalhas de 1.ª Classe da Cruz de Guerra, Comemorativa da Campanha do Sul de Angola, Comemorativa da Campanha de França, de Prata de Bons Serviços, de Prata de Comportamento Exemplar e da Vitória.
Em 16 de Outubro de 1934, a Gazeta informou que tinha sido feita a cerimónia da primeira pedra para um monumento aos aviadores do Raid Lisboa - Macau, no Largo Brito Pais, em Vila Nova de Milfontes, ponto de onde tinha partido o Raid.

## Leitura recomendada
- "Viagens Aeronáuticas dos Portugueses", Portugal-Macau 1924, por Mário Correia, págs. 95 a 107, Museu do Ar, 1997
- Alentejanos da História: António Brito Paes Falcão o piloto aventureiro. Correio do Alentejo. http://www.correioalentejo.com/index.php?go=alentejanos&id=7
- Joaquim Falcão de Lima. "Gente de entre Searas e Montados". Guarda-Mor, 2009